# فرودگاه بین‌المللی گوادار
فرودگاه بین‌المللی گوادار (به انگلیسی: Gwadar International Airport) یک فرودگاه همگانی با کد یاتا GWD است که یک باند فرود آسفالت دارد و طول باند آن ۱۵۲۴ متر است. این فرودگاه در شهر گوادر کشور پاکستان قرار دارد و در ارتفاع ۲۹ متری از سطح دریا واقع شده است.

## شرکت‌های هواپیمایی و مقصدهای پروازی
| شرکت‌های هواپیمایی            | مقصدهای پروازی                  |
| ---------------------------- | ------------------------------- |
| Pakistan Aviators & Aviation | Charter : اقبال لاهوری          |
| هواپیمایی بین‌المللی پاکستان  | ابوظبی، جناح، مسقط، کویته، تربت |